# Црква на Гласинцу
Црква на Гласинцу или Црква на Гласу је храм Српске православне цркве који се налази у општини Соколац у Републици Српској. Припада дабробосанској митрополији. Црква датира из 14. вијека.

## О локалитету
У Бјелосављевићима на локалитету Црквина у Гласиначком пољу крај магистралног пута Соколац-Рогатица, налазила се према изворима и народном предању православна црква, коју су турски освајачи срушили.
Археолошким истраживањем јула 2013. године потврђено је предање, пронађена је црква великих димензија. Црква је грађена од средре и камена, а унутрашњост је била фрескописана. Градња цркве је датирана у XIV вијек. Око цркве се налази некропола са 360 стећака, који су одлуком комисије за очување националних споменика, заједно са остацима темеља цркве 2013. године уврштени у списак националних споменика Босне и Херцеговине. Истраживањем је потврђено да су стећци око цркве надгробни споменици православних Срба.
Гласинац се у писаним изворима спомиње први пут у даровници краља Стефана Дабише 2. јуна 1394. године и то у свијетлу побједе босанске војске над Турцима на Гласинцу. У дубровачким списима на подручју Гласинца, среће се црква у облику неколико формулација: до цркве на Гласинцу у Босни (ad ecclesiam in Glasinac in Bossinam), до мјеста званог Црква на Гласинцу (ad locum dictum ecclesiam de Glasinac), у Гласинац код једне цркве (ad Glasinac penes ecclesiam unam) и до цркве зване Гласинац (ad ecclesiam nominatam Glasinac). То значи да је на Гласинцу постојала црква која је највјероватније и сама носила назив Гласинац, закључује историчар археолог Јашаревић.
У непосредној близини цркве налазила се и средњовјековна царина, која се у писаним изворима јавља истодобно кад и црква, односно крајем 30-их година XV вијека.

## Aрхитектура цркве
На основу археолошког истраживања установљено је да се ради о једнобродној грађевини правоугаоне основе (7.20 х 13.20 м) са полукружном олтарском апсидом окренутом ка истоку. Унутрашњи простор цркве био је подијељен пиластрима на три неједнака правоугаона травеја. Била је пресведена полуобличастим сводом без кубета, мада правоугаони простор међу пиластрима не искуључује могућност постојања и кубета са елипсоидном основом.